# Melek Ta'us

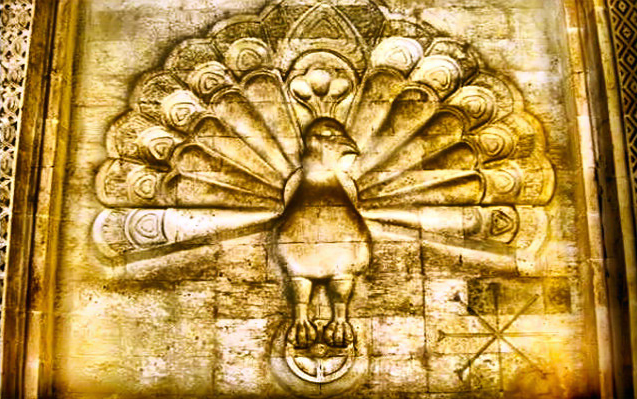
Icona di Melek Taus. In basso a destra il grafema sumero dingir, "divinità".

Melek Ṭāʾūs, noto anche come "L'angelo pavone" (in arabo ملك طاووس‎?, Malik Ṭāʾūs) è la figura centrale per la dottrina yazidi.

## Significato religioso
Gli Yazidi considerano Melek Ṭāʾūs come un angelo ribelle che si è redento della sua colpa, ed è diventato un demiurgo creatore del cosmo. Dopo il suo pentimento pianse per 7000 anni e le sue lacrime riempirono i 7 vasi che spensero il fuoco dell'inferno.
Il termine M-l-k può essere letto sia come Melek, sia come Malak. In arabo e in farsi, curdo, turco-ottomano, urdu, pashtu, indonesiano, somalo, swahili Malik (pl. muluk) significa "re", mentre malak (pl. malāʾika) significa "angelo". Ṭāʾūs significa pavone e deve essere collegato alle penne di pavone che sono presenti nella raffigurazione induista di un Avatāra. Questo spiega anche perché, sebbene il pavone non sia presente nei luoghi dove Melek Ṭāʾūs è venerato, risulta connesso - nella letteratura persiana - al simbolo della potenza divina.

Il culto è originario dell'India, dove il pavone è animale stanziale. La sua immagine quindi simboleggia una presenza spirituale nel mondo.

Gli Yazidi credono che il riformatore della loro religione, lo sceicco ʿAdī b. Muṣṭafā, sia stato un'incarnazione di Melek Ṭāʾūs. Nelle pitture e nelle sculture Melek Ṭāʾūs è sempre raffigurato come un pavone.

## Riscontri nelle altre religioni
Diverse confessioni cristiane, musulmane nonché altre religioni identificano Melek Ṭāʾūs con Lucifero o Shaytan (Satana). Gli Yazidi affermano che il loro dio è "il demone primo" delle altre religioni e hanno il divieto di pronunciare la parola per la convinzione che nominare Dio sia blasfemo. Secondo il linguista curdo Jamal Nebez, la parola "Ṭāʾūs" potrebbe derivare dal greco ed essere collegata a "Zeus" e "Theos", vale a dire "dio". Melek Ta'us diventerebbe "Angelo di Dio", e la cosa sembrerebbe confermata dal fatto che gli stessi Yazidi vedono Melek Ṭāʾūs o Ṭāʾūs-e Melek come un'ipostasi divina.
Gli Yazidi hanno dovuto subire molte persecuzioni, in quanto minoranza religiosa, e sono stati quasi sterminati in seguito a vari eccidi. Questo li ha portati a confondere i loro precetti con quelli dominanti dell'Islam.

## Letteratura, animazione e musica
- Nella serie a fumetti Top 10 di Alan Moore, Gene Ha e Zander Cannon, Pubblicata sotto l'etichetta America's Best Comics e tradotta in italiano da Magic Press, il personaggio di Re Pavone è un seguace di Melek Taus, e da ciò fa derivare il suo superpotere.
- L'antagonista nel romanzo di John Case L'ottavo giorno è uno spregiudicato uomo d'affari che cerca di porsi come la incarnazione di Melek Taus nel suo tentativo di assumere il controllo di alcune holding yazidi.
- Nel romanzo di Stephen Michael Stirling I guerrieri di Peshawar, un Angelo-Pavone in versione corrotta è la divinità di una selvaggia religione russa cannibalica in un immaginario dopo-Apocalisse.
- La Gothic metal/Symphonic metal band svedese Therion ha dedicato una canzone a Melek Taus nel suo quattordicesimo album Sirius B (2003).
- Melek Taus viene citato nel racconto Non scavatemi la fossa di Robert E. Howard.
- La band doom-metal inglese Electric Wizard ha intitolato un suo brano Weird Tales/Electric Frost/Golgotha/Altar Of Melektaus, presente nell'album Dopethrone (2000).